# Jonas Soling
Jonas Airtä Soling, född 7 september 1978 i Salem, är en svensk före detta professionell ishockeyspelare som under den aktiva karriären bland annat spelade i de svenska Elitserielagen Brynäs IF och Linköping HC. Soling inledde ishockeykarriären i Huddinge IK i mitten på 1990-talet och valdes av Vancouver Canucks i den fjärde rundan (nummer 93 totalt) av 1996 års NHL Entry Draft. Efter draften flyttade Soling till Nordamerika och spelade fram till 2001 i ishockeyligor som OHL, AHL, ECHL och IHL. Det blev dock aldrig någon NHL-karriär och Soling flyttade hem till Sverige för spel i Brynäs. Efter fyra säsonger i Brynäs spelade Soling ett år i Linköping innan han avslutade karriären med en match för IF Vallentuna BK i Division 1.
Soling gjorde A-landslagsdebut i september 2003 och spelade totalt sex A-landskamper.

## Karriär

### Klubblag
Vid 17 års ålder gjorde Soling A-lagsdebut för Huddinge IK under säsongen 1995/96. Han spelade fem matcher i Division I, där han gick poänglös. Under sommaren 1996 valdes Soling av Vancouver Canucks i den fjärde rundan som nummer 93 totalt i NHL Entry Draft. Därefter flyttade han till Nordamerika och spelade under två säsonger för Sudbury Wolves i OHL. På totalt 132 matcher för Wolves noterades Soling för 81 poäng, fördelat på 27 mål och 54 assist. Säsongen 1998/99 tillbringade han för både Syracuse Crunch och Augusta Lynx i AHL, respektive ECHL. Han tillbringade större delen av säsongen med Lynx, där han snittade nära en poäng per match. På 50 matcher stod han för 47 poäng (27 mål, 20 assist). Även den följande säsongen 1999/00 varvade Soling spel med Lynx och Crunch. Säsongen 2000/01 kom att bli hans sista i Nordamerika. Soling blev tvåa i Lynx interna poängliga där han noterades för 72 poäng på 71 matcher. Med 41 gjorda mål vann han lagets skytteliga. Under säsongen blev han också uttagen att spela ECHL:s All Star-match, där han utsågs till matchens mest värdefulla spelare.
Den 27 april 2001 bekräftade Brynäs IF i Elitserien att man skrivit ett ettårsavtal med Soling. Den 18 september samma år gjorde han Elitseriedebut och sitt första mål i serien, på Martin Gerber, då han avgjorde till 2–1 mot Färjestad BK. Soling missade en del av säsongen på grund av en korsbandsskada och spelade 35 matcher i grundserien. Han stod för 18 poäng, varav 14 mål, i grundserien och var med fyra gjorda mål på tre matcher lagets poängmässigt bästa spelare i det efterföljande SM-slutspelet.
Den 22 mars 2002 bekräftades det att Soling förlängt sitt avtal med Brynäs med ytterligare två säsonger. Under försäsongen inför säsongen 2002/03 skadade Soling sitt knä och missade hela säsongen. Han gjorde comeback säsongen 2003/04 där Brynäs slapp spel i Kvalserien tack vare bättre målskillnad mot Malmö Redhawks. Soling gjorde en poängmässigt sämre säsong och noterades för 13 poäng på 49 matcher (fem mål, åtta assist). Han spelade sedan ytterligare en säsong för Brynäs, som slutade på näst sista plats i grundserien. Man höll sig kvar i Elitserien genom spel i Kvalserien till Elitserien i ishockey 2005, där Soling var en av lagets poängmässigt bästa spelare med åtta poäng på nio matcher (tre mål, fem assist).
Den 16 april 2005 meddelades det att Soling skrivit ett ettårsavtal med Linköping HC. Den 18 oktober samma år förlängdes Solings avtal med ytterligare två säsonger. Han gjorde sedan sin poängmässigt sämsta säsong i Elitserien då han stod för sju poäng på 46 grundseriematcher. I SM-slutspelet tog sig Linköping till semifinal, där man blev utslagna av Frölunda HC med 3–4 i matcher. Den 15 augusti 2006 bekräftades det att Linköping brutit avtalet med Soling.
Under hösten 2006 tränade Soling med Division 1-klubben IF Vallentuna BK och spelade också en match för den. I mitten av december samma år meddelade Soling att han tagit en time out från ishockeykarriären, och i februari 2007 sade han att han ansåg att ishockeykarriären var ett "avslutat kapitel". I slutet av januari 2008 registrerades Soling som en av Hammarby IF:s spelare, men spelade aldrig för klubben.

### Landslag
Soling gjorde debut i A-landslaget den 5 september 2003 i en 3–2-förlust mot Finland under Ceská Pojištovna Cup. Han blev uttagen att spela samma turnering även 2005. Totalt spelade han sex A-landskamper, utan att noteras för några poäng.

## Statistik
| 1995–96    | Huddinge IK        | Div. I     | 5   | 0  | 0  | 0  | 0   | —  | — | — | —  | —  |
| 1996–97    | Sudbury Wolves     | OHL        | 66  | 18 | 22 | 40 | 60  | —  | — | — | —  | —  |
| 1997–98    | Sudbury Wolves     | OHL        | 56  | 9  | 25 | 34 | 67  | 10 | 0 | 7 | 7  | 10 |
| 1998–99    | Syracuse Crunch    | AHL        | 29  | 2  | 2  | 4  | 4   | —  | — | — | —  | —  |
| 1998–99    | Augusta Lynch      | ECHL       | 50  | 27 | 20 | 47 | 71  | —  | — | — | —  | —  |
| 1999–00    | Syracuse Crunch    | AHL        | 4   | 0  | 0  | 37 | 0   | —  | — | — | —  | —  |
| 1999–00    | Augusta Lynch      | ECHL       | 66  | 22 | 31 | 53 | 49  | —  | — | — | —  | —  |
| 2000–01    | Augusta Lynch      | ECHL       | 71  | 41 | 31 | 72 | 63  | —  | — | — | —  | —  |
| 2000–01    | Kansas City Blades | IHL        | 1   | 0  | 0  | 0  | 0   | —  | — | — | —  | —  |
| 2001–02    | Brynäs IF          | Elitserien | 35  | 14 | 4  | 18 | 22  | 3  | 4 | 0 | 4  | 2  |
| 2003–04    | Brynäs IF          | Elitserien | 49  | 5  | 8  | 13 | 53  | —  | — | — | —  | —  |
| 2004–05    | Brynäs IF          | Elitserien | 42  | 5  | 7  | 12 | 82  | 9  | 3 | 5 | 8  | 2  |
| 2005–06    | Linköping HC       | Elitserien | 46  | 5  | 2  | 7  | 55  | 13 | 0 | 1 | 1  | 31 |
| 2006–07    | IF Vallentuna BK   | Div. 1     | 1   | 0  | 0  | 0  | 0   | —  | — | — | —  | —  |
| SHL totalt | SHL totalt         | SHL totalt | 172 | 29 | 21 | 50 | 212 | 25 | 7 | 6 | 13 | 35 |